# Turmhaus (Basel)
Das Turmhaus am Aeschenplatz in Basel ist ein 31 Meter hohes, 1928–1929 erbautes Wohn- und Geschäftshaus. Das von den Architekten Ernst Benedikt und Paul Vischer entworfene Haus wurde von der Basler Lebensversicherunggesellschaft in Auftrag gegeben, die auch Bauherr des Gebäudes war.
Das Bauwerk löste trotz seiner verhältnismässig moderaten Höhe zur Zeit seiner Errichtung eine Debatte über den Hochhausbau in Basel aus. Heute gilt es als identitätsstiftendes Bauwerk am Aeschenplatz, auch wenn es nach derzeitigen Massstäben als sehr niedriges Hochhaus gilt. In der Schweiz definiert die Vereinigung der kantonalen Gebäudeversicherungen Hochhäuser als Bauten, die eine Gesamthöhe von mehr als 30 Metern aufweisen.

## Geschichte
Bis in die 1860er Jahre stand an der Grenze zwischen der ursprünglichen und der neuen Stadt bis zur Schleifung der Stadtmauer das Aeschentor. Auf der stadtauswärts gelegenen Seite, ausserhalb des ehemaligen Befestigungsgrabens, standen verschiedene Vorgängerbauten an der Stelle des heutigen Turmhauses. Dazu zählten das Bauwerk der Brauerei Thoma, vormals Samuel Merian, das ein Anziehungspunkt für fast alle Bevölkerungsteile war. Neben Konzerten und Auftritten im Hof und Garten der Brauerei gab es auch eine Veranstaltungshalle für Konzerte, Theatervorstellungen und Bälle. Nachdem das Brauereigebäude 1910 abgebrochen worden war, blieb die Fläche lange ungenutzt. Auf der gegenüberliegenden Seite vom Standort des Turmhauses (Nr. 7/9) hatten die Architekten Ernst Benedikt und Paul Vischer für die Basler Lebensversicherunggesellschaft ein Bauwerk entworfen. Es wurde anfangs von der Versicherungsgesellschaft, später von der Basler Börse und heute als Schul- und Bürogebäude genutzt.
Mit Errichtung des Turmhauses wurde trotz der nach heutigen Massstäben niedrigen Höhe eine Debatte über den Hochhausbau ausgelöst. Abgesehen von den Türmen des Basler Münsters war das höchste Haus in der Basler Innenstadt damals das Rathausgebäude mit seinem 42,5 Meter hohen Turm. Es spaltete damals die Bürgerschaft in Befürworter und Ablehner. Die Möglichkeit zum Hochhausbau in Basel bestand allerdings bereits seit dem Jahr 1918.

## Beschreibung
Das Turmhaus steht am südlichen Rand des Aeschenplatzes. Das Bürogebäude nutzt eine unregelmässige Parzelle aus. Das winklig zulaufende, sechsgeschossige Basishaus steht an der Ecke zur St.-Jakobs-Strasse.
Aus dem Eckwinkel erwächst ein achtgeschossiger Turmbau mit einer aufgesetzten Laterne mit einem kreuzförmigen Fahnenmast. Das Bauwerk ist strukturell 31 Meter hoch. Die Fassade zum Aeschenplatz misst 28,6 Meter, zur St.-Jakobs-Strasse 17,5 Meter. Das oberste Stockwerk des Basishauses ist leicht zurückversetzt. Auf dem Dach des Hauses befindet sich eine grosszügige Terrasse.
Im Erdgeschoss war für den Verkauf auf der gesamten Fläche ein offener Grundriss vorgesehen, der zwei Treppenhäuser umschloss. Nach Südwesten ist das Bauwerk durchfenstert und zusätzlich durch Oberlicht erhellt. Die Zufahrt zum Innenhof erfolgt über die St.-Jakobs-Strasse.

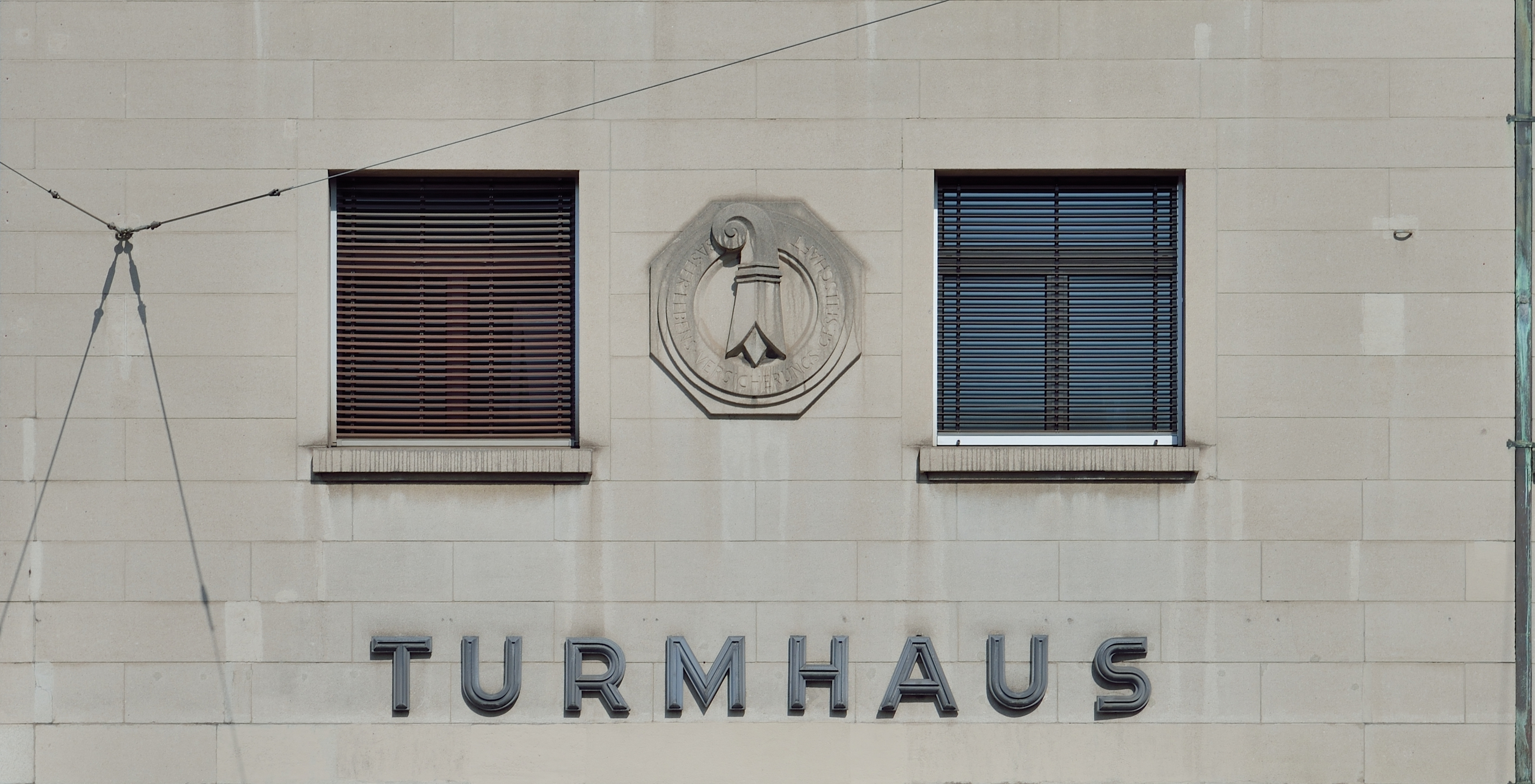
Fassadendetail

Reliefs mit dem Baselstab und dem kreisrund um das Wappensymbol eingemeisselten Schriftzug Basler Lebensversicherungs-Gesellschaft schmücken die helle, schlichte Fassade. Wappen und Beschriftung sind an den beiden Strassenseiten des Turms angebracht. Darunter ist an der Westfassade des Turmtraktes in Versalien das Wort TURMHAUS in Metallbuchstaben montiert. Neben beleuchteten Werbeaufschriften zeigen Digitalanzeigen an beiden strassenseitigen Fassaden in rotierendem Wechsel Datum, Uhrzeit und Temperatur an.